# Championnat du Swaziland de football 2016-2017
Navigation
Édition précédente Édition suivante
La saison 2016-2017 du Championnat du Swaziland de football est la quarante-et-unième édition de la Premier League, le championnat national de première division au Swaziland. Les douze équipes engagées sont regroupées au sein d'une poule unique où elles affrontent deux fois leurs adversaires, à domicile et à l'extérieur. En fin de saison, les deux derniers du classement sont relégués et remplacés par les deux meilleures équipes de deuxième division.
C'est le club de Mbabane Swallows qui remporte la compétition cette saison après avoir terminé en tête du classement final, avec... vingt-trois point d'avance sur Young Buffaloes FC. C'est le sixième titre de champion du Swaziland de l'histoire du club.
Après la fin du championnat, la fédération décide d'étendre le championnat à 14 équipes. Par conséquent, Mbabane Highlanders est sauvé de la relégation directe et Manzini Sea Birds FC doit disputer un barrage de promotion-relégation face aux 3e et 4e de deuxième division.

## Participants
- Masibini Red Lions FC
- Midas Mbabane City FC
- Manzini Sundowns
- Manzini Wanderers
- Young Buffaloes FC
- Manzini Sea Birds FC
- Moneni Pirates - Promu de D2
- Mbabane Highlanders
- Mbabane Swallows
- Tambuti FC - Promu de D2
- Green Mamba
- Royal Leopards FC

## Compétition

### Classement
Le classement est établi sur le barème de points suivant : victoire à 3 points, match nul à 1, défaite à 0.
| Rang | Équipe                 | Pts | J  | G  | N  | P  | Bp | Bc | Diff |
| ---- | ---------------------- | --- | -- | -- | -- | -- | -- | -- | ---- |
| 1    | Mbabane Swallows       | 60  | 22 | 19 | 3  | 0  | 58 | 15 | +43  |
| 2    | Young Buffaloes FCC    | 37  | 22 | 10 | 7  | 5  | 25 | 17 | +8   |
| 3    | Royal Leopards FCT     | 36  | 22 | 11 | 3  | 8  | 29 | 24 | +5   |
| 4    | Moneni PiratesP        | 35  | 22 | 9  | 8  | 5  | 33 | 25 | +8   |
| 5    | Manzini Wanderers      | 33  | 22 | 8  | 9  | 5  | 31 | 22 | +9   |
| 6    | Manzini Sundowns       | 33  | 22 | 8  | 9  | 5  | 24 | 23 | +1   |
| 7    | Green Mamba            | 29  | 22 | 8  | 5  | 9  | 29 | 22 | +7   |
| 8    | Midas Mbabane City FCP | 25  | 22 | 5  | 10 | 7  | 24 | 27 | -3   |
| 9    | Tambuti FCP            | 24  | 22 | 7  | 3  | 12 | 26 | 38 | -12  |
| 10   | Masibini Red Lions FC  | 21  | 22 | 6  | 3  | 13 | 24 | 46 | -22  |
| 11   | Mbabane Highlanders    | 19  | 22 | 4  | 7  | 11 | 28 | 38 | -10  |
| 12   | Manzini Sea Birds FC   | 8   | 22 | 1  | 5  | 16 | 15 | 49 | -34  |

|  | Qualification pour la Ligue des champions de la CAF 2018                                  |
|  | Qualification pour la Coupe de la confédération 2018                                      |
|  | Participation au barrage de promotion-relégation                                          |
|  | T : Tenant du titre C : Vainqueur de la Coupe du Swaziland P : Promu de deuxième division |

### Matchs

#### Barrage de promotion-relégation
Le dernier de Premier League affronte les 3e et 4e de First Division League au sein d'une poule où les équipes se rencontrent deux fois.
| Rang | Équipe               | Pts | J | G | N | P | Bp | Bc | Diff |  | Résultats (▼ dom., ► ext.) | Vov | Sea | Mad |
| ---- | -------------------- | --- | - | - | - | - | -- | -- | ---- |  | -------------------------- | --- | --- | --- |
| 1    | Vovovo FC (D2)       | 9   | 4 | 3 | 0 | 1 | 7  | 6  | +1   |  | Vovovo FC (D2)             |     | 2-1 | 3-2 |
| 2    | Manzini Sea Birds FC | 6   | 4 | 2 | 0 | 2 | 4  | 5  | -1   |  | Manzini Sea Birds FC       | 1-2 |     | 2-1 |
| 3    | Madlenya FC (D2)     | 3   | 4 | 1 | 0 | 3 | 5  | 5  | 0    |  | Madlenya FC (D2)           | 2-0 | --+ |     |

- Vovovo FC prend la place de Manzini Sea Birds FC en Premier League.

## Bilan de la saison
| Championnat du Swaziland de football 2016-2017 |                             |
| Champion                                       | Mbabane Swallows (6e titre) |
| Coupes et trophées                             |                             |
| Vainqueur de la Coupe du Swaziland 2016-2017   | Young Buffaloes FC          |
| Qualifications continentales                   |                             |
| Ligue des champions de la CAF 2018             | Mbabane Swallows            |
| Coupe de la confédération 2018                 | Young Buffaloes FC          |
| Promotions et relégations                      |                             |
| Promus en Premier League                       | Malanti Chiefs FC           |
| Promus en Premier League                       | Vovovo FC                   |
| Promus en Premier League                       | Matsapha United             |
| Relégués en First Division League              | Manzini Sea Birds FC        |